# Campeonato Uruguaio de Futebol de 2022
O Campeonato Uruguaio de Futebol de 2022 foi a 119ª edição da primeira divisão do futebol uruguaio organizado pela AUF, correspondente ao ano de 2022. O Nacional foi o campeão da competição, enquanto o Liverpool de Montevidéu foi o vice-campeão.

## Sistema de disputa
O sistema para esta edição, assim como na edição de 2021, consistirá em um formato mais enxuto que o das edições anteriores, contando apenas com um Torneo Apertura e um Torneo Clausura, suprimindo o Torneo Intermedio, que ficava entre as duas outras competições. Tanto o Apertura quanto o Clausura são jogados pelas 16 equipes em 15 rodadas no sistema de todos contra todos.
Para determinar o campeão uruguaio da temporada, é jogada uma semifinal entre os campeões do Apertura e do Clausura, levando o vencedor à final contra o clube com mais pontos na tabela anual.
Em relação às vagas para as competições internacionais, o processo é o seguinte:
1. O campeão uruguaio se classificará como Uruguai 1 para a Copa Libertadores do ano seguinte.
2. O vice-campeão (perdedor da final do campeonato, se disputada; caso contrário, o melhor colocado na tabela anual excetuando o campeão) se classificará como Uruguai 2 para a Copa Libertadores do ano seguinte.
3. O melhor colocado na tabela anual tirando o campeão e o vice se classificará como Uruguai 3 para a segunda fase prévia da Copa Libertadores do ano seguinte. O Uruguai 4, que disputará a primeira fase prévia da Copa Libertadores do ano seguinte, será o sucessor na tabela anual.
4. O campeão do Apertura ou do Clausura que não se sagrou campeão ou vice do campeonato uruguaio nem conseguiu a classificação prevista no item 3 se classificará como Uruguai 1 para a Copa Sul-Americana do ano seguinte.
5. Os clubes que não forem contemplados pelos itens anteriores e que obtenham as melhores classificações na tabela anual se classificarão para a Copa Sul-Americana do ano seguinte, correspondendo ao posicionamento na tabela anual.
6. Caso a Conmebol amplie de forma permanente ou temporária as vagas para os clubes uruguaios para qualquer competição internacional que ela organize, a classificação às mesmas sairá da tabela anual da respectiva temporada.

### Critérios de desempate
- Total de pontos.

Se houver duas equipes empatadas em pontos:
1. Jogo extra, em caso de empate em pontos entre duas equipes na primeira colocação.

Se houver mais de duas equipes empatadas em pontos: 
1. Saldo de gols;
2. Gols marcados;
3. Confronto direto;
4. Jogo extra, no caso de duas equipes ainda estarem empatadas em primeiro lugar.
5. Sorteio.

## Equipes participantes

### Trocas de divisões
Um total de 16 equipes disputam o campeonato, incluindo 13 equipes da Primera División de 2021 e 3 equipes que subiram da Segunda División de 2021.
| Clube             | Subiu como                                       |
| ----------------- | ------------------------------------------------ |
| Albion            | Campeão da Segunda División de 2021              |
| Danubio           | Vice-campeão da Segunda División de 2021         |
| Defensor Sporting | Vencedor do Play-Off da Segunda División de 2021 |

| Clube          | Rebaixado como                        |
| -------------- | ------------------------------------- |
| Progresso      | 14° na Tabela de rebaixamento de 2021 |
| Sud America    | 15° na Tabela de rebaixamento de 2021 |
| Villa Española | 16° na Tabela de rebaixamento de 2021 |

### Informação das equipes
| Equipe                 | Cidade                 | Estádio                     | Capacidade | Fundação                | Títulos | Vice | 2021 |
| ---------------------- | ---------------------- | --------------------------- | ---------- | ----------------------- | ------- | ---- | ---- |
| Albion                 | Montevidéu             | Charrúa                     | 14.000     | 01 de junho de 1891     | —       | —    |      |
| Boston River           | Trinidad               | Centenario                  | 60.235     | 20 de fevereiro de 1939 | —       | —    | 11°  |
| Cerrito                | Montevidéu             | Parque Maracaná             | 8.000      | 28 de outubro de 1929   | —       | —    | 10º  |
| Cerro Largo            | Melo                   | Ubilla                      | 10.000     | 19 de novembro de 2002  | —       | —    | 5°   |
| Danubio                | Montevidéu             | Jardines del Hipódromo      | 18.000     | 1 de março de 1932      | 4       | 3    |      |
| Defensor Sporting      | Montevidéu             | Estádio Luis Franzini       | 16.000     | 15 de março de 1913     | 4       | 8    |      |
| Desportivo Maldonado   | Maldonado              | Domingo Burgueño Miguel     | 25.000     | 25 de agosto de 1928    | —       | —    | 13º  |
| Fénix                  | Montevidéu             | Parque Capurro              | 5.500      | 7 de julho de 1916      | —       | —    | 9°   |
| Liverpool              | Montevidéu             | Belvedere                   | 8.384      | 15 de fevereiro de 1915 | —       | —    | 7°   |
| Montevideo City Torque | Montevidéu             | Charrúa                     | 14.000     | 26 de dezembro de 2007  | —       | —    | 4º   |
| Montevideo Wanderes    | Montevidéu             | Parque Alfredo Víctor Viera | 15.000     | 15 de agosto de 1902    | 3       | 8    | 6°   |
| Nacional               | Montevidéu             | Gran Parque Central         | 34.000     | 14 de maio de 1899      | 47      | 44   | 2º   |
| Peñarol                | Montevidéu             | Campeón del Siglo           | 40.005     | 28 de setembro de 1891  | 51      | 41   | 1°   |
| Plaza Colonia          | Colonia del Sacramento | Juan Gaspar Prandi          | 6.000      | 22 de abril de 1917     | —       | 1    | 2°   |
| Rentistas              | Montevidéu             | Complejo Rentistas          | 10.600     | 26 de março de 1933     | —       | —    | 15º  |
| River Plate            | Montevidéu             | Saroldi                     | 5.165      | 11 de maio de 1932      | —       | 1    | 8°   |

## Torneo Apertura
O Torneo Apertura será o primeiro torneio da temporada de 2022. Começará em 5 de fevereiro de 2022.

### Classificação
| Pos | Equipe                 | Pts | J  | V  | E | D | GP | GC | SG  | Classificação                |
| --- | ---------------------- | --- | -- | -- | - | - | -- | -- | --- | ---------------------------- |
| 1   | Liverpool              | 32  | 15 | 10 | 2 | 3 | 21 | 8  | +13 | Final do Campeonato Uruguaio |
| 2   | Nacional               | 28  | 15 | 8  | 4 | 3 | 28 | 10 | +18 |                              |
| 3   | Desportivo Maldonado   | 27  | 15 | 8  | 3 | 4 | 20 | 14 | +6  |                              |
| 4   | Boston River           | 27  | 15 | 8  | 3 | 4 | 20 | 16 | +4  |                              |
| 5   | Peñarol                | 26  | 15 | 7  | 5 | 3 | 10 | 6  | +4  |                              |
| 6   | Danubio                | 24  | 15 | 6  | 6 | 3 | 13 | 9  | +4  |                              |
| 7   | Fénix                  | 23  | 15 | 7  | 2 | 6 | 15 | 16 | −1  |                              |
| 8   | River Plate            | 21  | 15 | 5  | 6 | 4 | 20 | 15 | +5  |                              |
| 9   | Montevideo Wanderes    | 21  | 15 | 5  | 6 | 4 | 16 | 11 | +5  |                              |
| 10  | Defensor Sporting      | 20  | 15 | 5  | 5 | 5 | 14 | 16 | −2  |                              |
| 11  | Rentistas              | 16  | 15 | 5  | 1 | 9 | 16 | 21 | −5  |                              |
| 12  | Plaza Colonia          | 13  | 15 | 2  | 7 | 6 | 11 | 15 | −4  |                              |
| 13  | Montevideo City Torque | 13  | 15 | 2  | 7 | 6 | 16 | 20 | −4  |                              |
| 14  | Cerro Largo            | 12  | 15 | 3  | 3 | 9 | 7  | 23 | −16 |                              |
| 15  | Albion                 | 11  | 15 | 2  | 5 | 8 | 16 | 31 | −15 |                              |
| 16  | Cerrito                | 11  | 15 | 2  | 5 | 8 | 9  | 22 | −13 |                              |

#### Desempenho por rodada
Clubes que lideraram cada grupo ao final de cada rodada:
|          | 1ª  | 2ª  | 3ª  | 4ª  | 5ª  | 6ª  | 7ª  | 8ª  | 9ª  | 10ª | 11ª | 12ª | 13ª | 14ª | 15ª |
| Apertura | LIV | LIV | LIV | WAN | DMA | DMA | DMA | DMA | DMA | DMA | DMA | DMA | LIV | LIV | LIV |

### Resultados
| Mandante \ Visitante   | ALB | BOR | CSC | CRL | DAN | DFS | DMA | FNX | LIV | MCT | WAN | NAC | PEÑ | PCO | REN | RIV |
| ---------------------- | --- | --- | --- | --- | --- | --- | --- | --- | --- | --- | --- | --- | --- | --- | --- | --- |
| Albion                 | —   | 1–2 | 2–2 | 2–1 | 1–2 | 0–3 | —   | —   | —   | —   | 1–1 | —   | 1–1 | —   | 3–5 | —   |
| Boston River           | —   | —   | 0–1 | 3–0 | —   | 1–1 | 2–0 | —   | 2–3 | 3–1 | —   | 0–6 | —   | 0–0 | —   | —   |
| Cerrito                | —   | —   | —   | —   | 0–1 | —   | 0–3 | —   | 0–1 | 2–2 | 0–2 | —   | 0–0 | 1–1 | 2–1 | —   |
| Cerro Largo            | —   | —   | 1–0 | —   | —   | 0–0 | 1–0 | —   | 1–2 | —   | —   | 0–2 | —   | 0–5 | —   | —   |
| Danubio                | —   | 0–0 | —   | 2–0 | —   | 1–2 | —   | —   | —   | —   | 0–0 | 2–1 | 0–1 | —   | 0–1 | —   |
| Defensor Sporting      | —   | —   | 0–0 | —   | —   | —   | 1–1 | 2–1 | 0–3 | 1–3 | —   | 0–2 | —   | 0–0 | —   | 3–2 |
| Deportivo Maldonado    | 0–0 | —   | —   | —   | 1–2 | —   | —   | 0–1 | 1–0 | 2–1 | —   | —   | —   | 3–1 | —   | 2–1 |
| Fénix                  | 2–1 | 0–2 | 2–0 | 2–0 | 0–0 | —   | —   | —   | —   | —   | 0–3 | —   | 1–0 | —   | 2–1 | —   |
| Liverpool              | 4–0 | —   | —   | —   | 0–1 | —   | —   | 1–0 | —   | 2–0 | —   | —   | —   | 1–0 | 1–0 | 2–1 |
| Montevideo City Torque | 1–2 | —   | —   | 1–1 | 1–1 | —   | —   | 1–2 | —   | —   | —   | —   | 0–1 | 1–1 | 2–0 | 0–0 |
| Montevideo Wanderers   | —   | 1–2 | —   | 1–0 | —   | 1–0 | 0–1 | —   | 0–0 | 1–1 | —   | 2–2 | —   | —   | —   | —   |
| Nacional               | 2–0 | —   | 3–0 | —   | —   | —   | 2–3 | 1–0 | 0–0 | 1–1 | —   | —   | —   | 1–0 | —   | 1–1 |
| Peñarol                | —   | 1–0 | —   | 0–1 | —   | 0–1 | 1–1 | —   | 2–1 | —   | 1–0 | 1–0 | —   | —   | —   | —   |
| Plaza Colonia          | 1–1 | —   | —   | —   | 1–1 | —   | —   | 1–1 | —   | —   | 1–0 | —   | 0–1 | —   | 0–3 | 0–1 |
| Rentistas              | —   | 0–1 | —   | 2–0 | —   | 1–0 | 1–2 | —   | —   | —   | 1–3 | 0–4 | 0–0 | —   | —   | —   |
| River Plate            | 4–1 | 1–2 | 3–1 | 1–1 | 0–0 | —   | —   | 3–1 | —   | —   | 1–1 | —   | 0–0 | —   | 1–0 | —   |

## Torneo Intermedio
O Torneo Intermedio será disputado em 2 grupos, o 1º é formado pelos times que terminaram em posições ímpares no Torneo Apertura e o 2º pelas equipes em posições pares. Começará em 10 de junho de 2022.

### Grupo A
| Pos | Equipe                 | Pts | J | V | E | D | GP | GC | SG  | Classificação                                                        |
| --- | ---------------------- | --- | - | - | - | - | -- | -- | --- | -------------------------------------------------------------------- |
| 1   | Liverpool              | 14  | 7 | 4 | 2 | 1 | 11 | 6  | +5  | Ganhador do Grupo A e classificado para a Final do Torneo Intermedio |
| 2   | Montevideo Wanderes    | 14  | 7 | 4 | 2 | 1 | 11 | 7  | +4  |                                                                      |
| 3   | Peñarol                | 11  | 7 | 3 | 2 | 2 | 12 | 8  | +4  |                                                                      |
| 4   | Albion                 | 11  | 7 | 3 | 2 | 2 | 7  | 7  | 0   |                                                                      |
| 5   | Montevideo City Torque | 10  | 7 | 3 | 1 | 3 | 10 | 8  | +2  |                                                                      |
| 6   | Fénix                  | 9   | 7 | 2 | 3 | 2 | 4  | 5  | −1  |                                                                      |
| 7   | Desportivo Maldonado   | 6   | 7 | 1 | 3 | 3 | 8  | 12 | −4  |                                                                      |
| 8   | Rentistas              | 1   | 7 | 0 | 1 | 6 | 3  | 13 | −10 |                                                                      |

#### Desempenho por rodada
Clubes que lideraram cada grupo ao final de cada rodada:
|         | 1ª  | 2ª  | 3ª  | 4ª  | 5ª  | 6ª  | 7ª  |
| Grupo A | MCT | MCT | ALB | WAN | WAN | LIV | LIV |

#### Resultados Grupo A
| Mandante \ Visitante   | ALB | DMA | FNX | LIV | MCT | WAN | PEÑ | REN |
| ---------------------- | --- | --- | --- | --- | --- | --- | --- | --- |
| Albion                 | —   | 2–3 | —   | —   | 1–0 | 1–1 | 1–3 | —   |
| Deportivo Maldonado    | —   | —   | —   | —   | 1–1 | 1–2 | 1–3 | —   |
| Fénix                  | 0–1 | 0–0 | —   | —   | —   | 1–0 | —   | —   |
| Liverpool              | 0–0 | 3–1 | 2–2 | —   | —   | —   | —   | 2–0 |
| Montevideo City Torque | —   | —   | 2–0 | 2–3 | —   | —   | —   | 3–1 |
| Montevideo Wanderers   | —   | —   | —   | 1–0 | 1–0 | —   | 3–3 | 3–1 |
| Peñarol                | —   | —   | 0–0 | 0–1 | 1–2 | —   | —   | 2–0 |
| Rentistas              | 0–1 | 1–1 | 0–1 | —   | —   | —   | —   | —   |

### Grupo B
| Pos | Equipe            | Pts | J | V | E | D | GP | GC | SG  | Classificação                                                        |
| --- | ----------------- | --- | - | - | - | - | -- | -- | --- | -------------------------------------------------------------------- |
| 1   | Nacional          | 19  | 7 | 6 | 1 | 0 | 15 | 1  | +14 | Ganhador do Grupo B e classificado para a Final do Torneo Intermedio |
| 2   | Boston River      | 13  | 7 | 4 | 1 | 2 | 8  | 5  | +3  |                                                                      |
| 3   | Defensor Sporting | 13  | 7 | 4 | 1 | 2 | 10 | 8  | +2  |                                                                      |
| 4   | River Plate       | 9   | 7 | 2 | 3 | 2 | 7  | 6  | +1  |                                                                      |
| 5   | Cerro Largo       | 9   | 7 | 2 | 3 | 2 | 4  | 4  | 0   |                                                                      |
| 6   | Plaza Colonia     | 8   | 7 | 2 | 2 | 3 | 6  | 7  | −1  |                                                                      |
| 7   | Danubio           | 7   | 7 | 2 | 1 | 4 | 6  | 8  | −2  |                                                                      |
| 8   | Cerrito           | 0   | 7 | 0 | 0 | 7 | 1  | 17 | −16 |                                                                      |

#### Desempenho por rodada
Clubes que lideraram cada grupo ao final de cada rodada:
|         | 1ª  | 2ª  | 3ª  | 4ª  | 5ª  | 6ª  | 7ª  |
| Grupo B | RIV | NAC | NAC | NAC | NAC | NAC | NAC |

#### Resultados Grupo B
| Mandante \ Visitante | BOR | CSC | CRL | DAN | DFS | NAC | PCO | RIV |
| -------------------- | --- | --- | --- | --- | --- | --- | --- | --- |
| Boston River         | —   | 1–0 | 2–0 | 2–0 | 2–3 | —   | —   | —   |
| Cerrito              | —   | —   | 0–2 | 0–1 | 1–2 | —   | —   | —   |
| Cerro Largo          | —   | —   | —   | —   | —   | 0–0 | 1–0 | 0–0 |
| Danubio              | —   | —   | 1–1 | —   | —   | 0–1 | 2–0 | 1–3 |
| Defensor Sporting    | —   | —   | 1–0 | 2–1 | —   | 0–1 | 1–2 | —   |
| Nacional             | 2–0 | 5–0 | —   | —   | —   | —   | 3–1 | 3–0 |
| Plaza Colonia        | 0–0 | 3–0 | —   | —   | —   | —   | —   | 0–0 |
| River Plate          | 0–1 | 3–0 | —   | —   | 1–1 | —   | —   | —   |

#### Final do Torneo Intermedio
| 27 de julho | Liverpool | 0 – 1  | Nacional         | Estádio Centenario, Montevidéu |  |
| 20:00       |           | Súmula | 36' Y. Rodríguez | Árbitro: Andrés Matonte        |  |

## Torneo Clausura
O Torneo Clausura será o segundo torneio da temporada de 2022. Começará em .

### Classificação
| Pos | Equipe                 | Pts | J  | V  | E | D  | GP | GC | SG  | Classificação                |
| --- | ---------------------- | --- | -- | -- | - | -- | -- | -- | --- | ---------------------------- |
| 1   | Nacional               | 34  | 15 | 10 | 4 | 1  | 26 | 9  | +17 | Final do Campeonato Uruguaio |
| 2   | River Plate            | 30  | 15 | 9  | 3 | 3  | 29 | 12 | +17 |                              |
| 3   | Desportivo Maldonado   | 30  | 15 | 8  | 6 | 1  | 19 | 11 | +8  |                              |
| 4   | Liverpool              | 28  | 15 | 8  | 4 | 3  | 23 | 12 | +11 |                              |
| 5   | Danubio                | 25  | 15 | 6  | 7 | 2  | 19 | 10 | +9  |                              |
| 6   | Defensor Sporting      | 25  | 15 | 7  | 4 | 4  | 18 | 12 | +6  |                              |
| 7   | Peñarol                | 22  | 14 | 6  | 4 | 4  | 19 | 14 | +5  |                              |
| 8   | Boston River           | 19  | 14 | 5  | 4 | 5  | 19 | 14 | +5  |                              |
| 9   | Cerro Largo            | 19  | 15 | 5  | 4 | 6  | 11 | 18 | −7  |                              |
| 10  | Fénix                  | 17  | 15 | 4  | 5 | 6  | 13 | 15 | −2  |                              |
| 11  | Montevideo Wanderes    | 16  | 15 | 4  | 4 | 7  | 12 | 19 | −7  |                              |
| 12  | Albion                 | 16  | 15 | 4  | 4 | 7  | 11 | 19 | −8  |                              |
| 13  | Plaza Colonia          | 14  | 15 | 4  | 2 | 9  | 11 | 20 | −9  |                              |
| 14  | Montevideo City Torque | 13  | 15 | 4  | 1 | 10 | 12 | 24 | −12 |                              |
| 15  | Rentistas              | 10  | 15 | 3  | 1 | 11 | 16 | 31 | −15 |                              |
| 16  | Cerrito                | 9   | 15 | 2  | 3 | 10 | 8  | 31 | −23 |                              |

#### Desempenho por rodada
Clubes que lideraram cada grupo ao final de cada rodada:
|          | 1ª  | 2ª  | 3ª  | 4ª  | 5ª  | 6ª  | 7ª  | 8ª  | 9ª  | 10ª | 11ª | 12ª | 13ª | 14ª | 15ª |
| Clausura | ALB | RIV | RIV | RIV | RIV | RIV | RIV | RIV | RIV | NAC | NAC | RIV | NAC | NAC | NAC |

### Resultados
| Mandante \ Visitante   | ALB | BOR | CSC | CRL | DAN | DFS | DMA | FNX | LIV | MCT | WAN | NAC | PEÑ | PCO | REN | RIV |
| ---------------------- | --- | --- | --- | --- | --- | --- | --- | --- | --- | --- | --- | --- | --- | --- | --- | --- |
| Albion                 | —   | —   | —   | —   | —   | —   | 1–3 | 1–1 | 1–1 | 1–0 | —   | 0–1 | —   | 1–0 | —   | 0–2 |
| Boston River           | 1–0 | —   | —   | —   | 0–1 | —   | —   | 1–1 | —   | —   | 2–2 | —   |     | —   | 3–0 | 1–2 |
| Cerrito                | 0–0 | 0–3 | —   | 0–0 | —   | 1–2 | —   | 0–2 | —   | —   | —   | 1–2 | —   | —   | —   | 1–5 |
| Cerro Largo            | 1–2 | 1–1 | —   | —   | 1–0 | —   | —   | 1–0 | —   | 1–2 | 1–1 | —   | 0–2 | —   | 2–1 | 0–5 |
| Danubio                | 3–0 | —   | 0–0 | —   | —   | —   | 0–0 | 1–1 | 1–1 | 3–2 | —   | —   | —   | 1–1 | —   | 3–0 |
| Defensor Sporting      | 2–0 | 0–1 | —   | 0–1 | 1–1 | —   | —   | —   | —   | —   | 1–0 | —   | 2–3 | —   | 2–3 | —   |
| Deportivo Maldonado    | —   | 2–1 | 2–1 | 0–1 | —   | 0–0 | —   | —   | —   | —   | 1–0 | 2–1 | 1–1 | —   | 2–1 | —   |
| Fénix                  | —   | —   | —   | —   | —   | 0–0 | 0–1 | —   | 0–3 | 1–0 | —   | 1–1 | —   | 0–1 | —   | 1–2 |
| Liverpool              | —   | 3–2 | 3–0 | 1–0 | —   | 1–3 | 1–1 | —   | —   | —   | 1–1 | 0–1 | 0–1 | —   | —   | —   |
| Montevideo City Torque | —   | 0–2 | 0–1 | —   | —   | 0–2 | 3–3 | —   | 0–2 | —   | 1–0 | 0–3 | —   | —   | —   | —   |
| Montevideo Wanderers   | 0–0 | —   | 2–1 | —   | 0–3 | —   | —   | 2–1 | —   | —   | —   | —   | 0–2 | 2–1 | 1–0 | 1–2 |
| Nacional               | —   | 1–0 | —   | 1–1 | 2–0 | 1–1 | —   | —   | —   | —   | 2–0 | —   | 3–1 | —   | 3–0 | —   |
| Peñarol                | 2–0 | —   | 3–1 | —   | 1–1 | —   | —   | 0–1 | —   | 0–1 | —   | —   | —   | 0–1 | 2–2 | 1–1 |
| Plaza Colonia          | —   | 1–1 | 1–3 | 2–0 | —   | 0–1 | 0–1 | —   | 1–3 | 0–2 | —   | 1–3 | —   | —   | —   | —   |
| Rentistas              | 2–4 | —   | 3–0 | —   | 0–1 | —   | —   | 1–3 | 0–2 | 3–0 | —   | —   | —   | 0–1 | —   | 0–5 |
| River Plate            | —   | —   | —   | —   | —   | 0–1 | 0–0 | —   | 0–1 | 2–1 | —   | 1–1 | —   | 2–0 | —   | —   |

## Classificação Geral
| Pos | Equipe                 | Pts | J  | V  | E  | D  | GP | GC | SG  | Classificação                                                     |
| --- | ---------------------- | --- | -- | -- | -- | -- | -- | -- | --- | ----------------------------------------------------------------- |
| 1   | Nacional               | 81  | 37 | 24 | 9  | 4  | 69 | 20 | +49 | Final do campeonato e fase de grupos da Copa Libertadores de 2023 |
| 2   | Liverpool              | 74  | 37 | 22 | 8  | 7  | 55 | 26 | +29 | Fase de grupos da Copa Libertadores de 2023                       |
| 3   | Desportivo Maldonado   | 63  | 37 | 17 | 12 | 8  | 47 | 37 | +10 | Segunda fase da Copa Libertadores de 2023                         |
| 4   | Boston River           | 62  | 37 | 18 | 8  | 11 | 49 | 36 | +13 | Primeira fase da Copa Libertadores de 2023                        |
| 5   | River Plate            | 60  | 37 | 16 | 12 | 9  | 56 | 33 | +23 | Primeira fase da Copa Sul-Americana de 2023                       |
| 6   | Peñarol                | 62  | 37 | 17 | 11 | 9  | 42 | 30 | +12 | Primeira fase da Copa Sul-Americana de 2023                       |
| 7   | Defensor Sporting      | 58  | 37 | 16 | 10 | 11 | 42 | 36 | +6  | Primeira fase da Copa Sul-Americana de 2023                       |
| 8   | Danubio                | 56  | 37 | 14 | 14 | 9  | 38 | 28 | +10 | Primeira fase da Copa Sul-Americana de 2023                       |
| 9   | Montevideo Wanderes    | 51  | 37 | 13 | 12 | 12 | 39 | 37 | +2  |                                                                   |
| 10  | Fénix                  | 49  | 37 | 13 | 10 | 14 | 32 | 36 | −4  |                                                                   |
| 11  | Cerro Largo            | 40  | 37 | 10 | 10 | 17 | 22 | 45 | −23 |                                                                   |
| 12  | Albion                 | 38  | 37 | 9  | 11 | 17 | 34 | 57 | −23 |                                                                   |
| 13  | Montevideo City Torque | 36  | 37 | 9  | 9  | 19 | 38 | 52 | −14 |                                                                   |
| 14  | Plaza Colonia          | 35  | 37 | 8  | 11 | 18 | 29 | 42 | −13 |                                                                   |
| 15  | Rentistas              | 30  | 37 | 8  | 3  | 26 | 35 | 65 | −30 |                                                                   |
| 16  | Cerrito                | 17  | 37 | 4  | 8  | 25 | 20 | 67 | −47 |                                                                   |

1. ↑  Defensor Sporting se classificou para a Copa Sul-Americana de 2023 por vencer a Copa do Uruguai 2022.

#### Desempenho por rodada
Clubes que lideraram cada grupo ao final de cada rodada:
|       | 1ª  | 2ª  | 3ª  | 4ª  | 5ª  | 6ª  | 7ª  | 8ª  | 9ª  | 10ª | 11ª | 12ª | 13ª | 14ª | 15ª | 16ª | 17ª | 18ª | 19ª |
| Geral | LIV | LIV | LIV | WAN | DMA | DMA | DMA | DMA | DMA | DMA | DMA | DMA | LIV | LIV | LIV | LIV | NAC | NAC | NAC |

|       | 20ª | 21ª | 22ª | 23ª | 24ª | 25ª | 26ª | 27ª | 28ª | 29ª | 30ª | 31ª | 32ª | 33ª | 34ª | 35ª | 36ª | 37ª |
| Geral | LIV | NAC | NAC | NAC | NAC | NAC | NAC | NAC | NAC | NAC | NAC | NAC | NAC | NAC | NAC | NAC | NAC | NAC |

## Definição do Campeonato
|  | Semifinal                    | Semifinal                    | Semifinal |  |  | Final                            | Final                            | Final |
|  |                              |                              |           |  |  |                                  |                                  |       |
|  |                              |                              |           |  |  | Nacional (Campeão Tabela Geral)  |                                  |       |
|  | Liverpool (Campeão Apertura) | Liverpool (Campeão Apertura) | 1         |  |  | Nacional (Vencedor da Semifinal) | Nacional (Vencedor da Semifinal) |       |
|  | Nacional (Campeão Clausura)  | Nacional (Campeão Clausura)  | 4         |  |  |                                  |                                  |       |

## Premiação
| Campeonato Uruguaio de 2022  |
| ---------------------------- |
| Nacional Campeão (49°título) |

## Rebaixamento
Rebaixamento foi determinado no final da temporada ao se computar a média do número de pontos ganhados por jogo nas últimas duas temporadas: 2021 and 2022. Os três times com as médias mais baixas serão rebaixados para a Segunda Divisão uruguaia na temporada seguinte.
| Pos | Time                   | 2021 Pts | 2022 Pts | Total Pts | Total Ptd | Méd   | Rebaixamento                      |
| --- | ---------------------- | -------- | -------- | --------- | --------- | ----- | --------------------------------- |
| 1   | Nacional               | 59       | 81       | 140       | 67        | 2.09  |                                   |
| 2   | Peñarol                | 60       | 59       | 119       | 67        | 1.776 |                                   |
| 3   | Liverpool              | 42       | 74       | 116       | 67        | 1.731 |                                   |
| 4   | Defensor Sporting      | —        | 58       | 58        | 37        | 1.568 |                                   |
| 5   | River Plate            | 42       | 60       | 102       | 67        | 1.522 |                                   |
| 6   | Danubio                | —        | 56       | 56        | 37        | 1.514 |                                   |
| 7   | Boston River           | 36       | 62       | 98        | 67        | 1.463 |                                   |
| 8   | Montevideo Wanderers   | 44       | 51       | 95        | 67        | 1.418 |                                   |
| 9   | Deportivo Maldonado    | 31       | 63       | 94        | 67        | 1.403 |                                   |
| 10  | Plaza Colonia          | 56       | 35       | 91        | 67        | 1.358 |                                   |
| 11  | Fénix                  | 40       | 49       | 89        | 67        | 1.328 |                                   |
| 12  | Cerro Largo            | 48       | 40       | 88        | 67        | 1.313 |                                   |
| 13  | Montevideo City Torque | 50       | 36       | 86        | 67        | 1.284 |                                   |
| 14  | Albion (R)             | —        | 38       | 38        | 37        | 1.027 | Rebaixados para a Segunda Divisão |
| 15  | Rentistas (R)          | 30       | 31       | 61        | 67        | 0.91  | Rebaixados para a Segunda Divisão |
| 16  | Cerrito (R)            | 40       | 17       | 57        | 67        | 0.851 | Rebaixados para a Segunda Divisão |